# Daniel Boone (série télévisée, 1960)
Pour les articles homonymes, voir Daniel Boone (homonymie) et Boone.
Daniel Boone est une mini-série télévisée américaine de 4 épisodes diffusée en 1960-1961 dans l'émission Walt Disney Presents sur ABC avec en vedette Dewey Martin. 
Elle ne doit pas être confondue avec la série développée et diffusée par NBC du 24 septembre 1964 au 7 mai 1970 (165 épisodes) avec l'acteur Fess Parker, qui incarnait Davy Crockett pour Disney dans la série homonyme, dix ans plus tôt.

## Synopsis
Cette série met en scène les aventures du trappeur Daniel Boone dans le Kentucky du XVIIIe siècle.

## Fiche technique
- Réalisateur : Lewis R. Foster assisté de Joseph L. McEveety
- Scénariste : David Victor d'après un roman de John Bakeless
- Image : Ray Rennahan, Edward Colman
- Montage : George Gale, Basil Wrangell, Cotton Warburton
- Direction artistique : Marvin Aubrey Davis
  - Décors : William L. Stevens, Emile Kuri
  - artiste matte : Peter Ellenshaw, Albert Whitlock, Jim Fetherolf
- Costumes : Chuck Keehne
- Maquillage : Pat McNalley
- Coiffure : Ruth Sandifer
- Musique : Oliver Wallace, 
  - Chansons : George Bruns, David Victor, Frank Worth
- Son : Robert O. Cook (supervision)
- Effets spéciaux : Ub Iwerks
- Responsable d'équipe : Roy Wade
- Producteur : Bill Anderson, Louis Debney (associé), Ron Miller (associé)
- Société de production : Walt Disney Productions

Sauf mention contraire, les informations proviennent des sources suivantes : John West et IMDb

## Distribution
- Dewey Martin : Daniel Boone
- Mala Powers : Rebecca Boone
- Richard Banke : Squire Boone
- Eddy Waller : John Finley
- Kevin Corcoran : James Boone
- Brian Corcoran : Israel Boone
- Diane Jergens : Maybelle Yancey
- William Herrin : Bud Yancey
- Dean Fredericks : Crow Feather
- Anthony Caruso : chef Blackfish
- Don Dorrell : Johnny Stewart
- Alex Gerry : juge Richard Henderson
- Don Dorrell :  Stuart
- George Wallace : Mordecai
- Whit Bissell : gouverneur Tyron
- Stan Jones : Doc Slocum
- Wally Brown : Whitney
- Jean Inness : Sarah

Source : John West et IMDb

## Épisodes
Source : John West
- The Warrior's Path (04/12/1960)
- And Chase the Buffalo (11/12/1960)
- The Wilderness Road (12/03/1961)
- The Promised Land (19/03/1961)

## Commentaires
Pour John West, « la série est plaisante mais ne compense pas le jeu insipide de Dewey Martin ». Un élément notable est la présence de plusieurs membres de la famille Corcoran, Kevin, sa sœur Kerry et son frère Brian, sachant que d'autres membres de la famille sont des acteurs leur frère Hugh, ainsi que les sœurs Noreen et Donna.